# Bildungseinrichtungen in Windhoek
Dies ist eine Liste von Hochschulen, Schulen und sonstigen Bildungseinrichtungen in Windhoek und der Region Khomas:

## Hochschulen und andere tertiäre Bildungseinrichtungen
- Universität von Namibia
  - Namibia Business School
- International University of Management
- Namibia University of Science and Technology
  - Harold Pupkewitz Graduate School of Business

- Agricultural Training Centre Krumhuk[1]
- College of the Arts
- Institute for Open Learning[2]
- Israel Patrick Iyambo Police College[3]
- Monitronic Success College[4]
- Namibia Accountancy College[5]
- Namibian College of Open Learning[6]
- Namibia Evangelical Theological Seminary[7]
- United Lutheran Theological Seminary Paulinum[8]
- St.Charles Lwanga Major Seminary[9][10]
- The University Centre for Studies in Namibia[11]
- Windhoek Vocational Training Centre[12]

## Schulen

DHPS Windhoek

### Kombinierte Schulen
- Delta School Windhoek (vormals Deutsche Schule Windhoek)
- Deutsche Höhere Privatschule Windhoek
- St. Paul’s College[13]
- Waldorfschule Windhoek[14]
- Windhoek Afrikaans Private School (Windhoek Afrikaanse Privaatskool)[15]
- Windhoek Gymnasium[16]
- Windhoek High School[17]
- Windhoek International School[18]
- Windhoek Technical High School[19]

### Höhere Sekundarschulen
- A. Shipena Senior Secondary School
- Concordia College
- David Bezuidenhout High School
- Ella Du Plessis Senior Secondary School
- Immanuel Shifidi Secondary School
- Jakob Marengo Secondary School
- Jan Jonker Afrikaner Secondary School
- Jan Möhr Secondary School

### Junior-Sekundarschulen
- Baumgartsbrunn Junior Secondary School
- Goreangab Junior Secondary School
- Groot-Aub Junior Secondary School
- Osire Junior Secondary School

### Kombinierte Sekundarschulen
- Academia Secondary School
- Augustineum Secondary School
- Centaurus High School[20]
- Cosmos High School[21]
- Eldorado Secondary School
- Emma Hoogenhout Secondary School
- Suiderhof Secondary School
- Van Rhyn Secondary School

### Kombinierte Primar-/Junior-Sekundarschulen
- Amazing Kids Private School[22]
- St. George’s Diocesan School[23] (RKK Namibia)
- St. Josephs School Döbra (RKK Namibia)

### Primarschulen
- Dagbreek School
- Holy Cross Convent Primar-Schule[24] (RKK Namibia)

- A.J. Steenkamp Primary School
- All Nations Christian Primary School
- Amazing Kids Private School[25]
- Aris Grundschule, Aris
- Auas Primary School
- Augeikhas Primary School
- Babilon Primary School
- Bet-El Primary School
- Berthold Himumuine Junior Primary School
- Beenbreck Primary School
- Constantia Private School[26]
- Dorado Pre and Primary School
- Dordabis Primary School, Dordabis
- Elim Primary School
- Emma Hoogenhout Primary School
- Eros Primary School
- Gammams Primary School
- Hermann Gmeiner Primary School
- Highlands Christian School[27]
- Khomasdal Primary School[28]
- Kransneus Primary School
- M.H. Greeff Primary School
- Mandume Primary School
- Martti Ahtisaari Primary School
- Michelle McLean Primary School
- Moses van der Byl Primary School
- Moses ||Garo"b Primary School
- Namibia Primary School
- Namutuni Senior Primary School
- Olof Palme Primary School
- Orban Primary School
- Peoples Primary School
- Pionierspark Primary School[29]
- Rooikraal Private School
- St. Andrews Primary School
- St. Barnabas Primary School
- Suiderhof Primary School
- Theo Katjimune Primary School
- The Montessori School
- Tobias Hainyeko Primary School
- Van Rhyn Primary School
- Waldorfschule Windhoek[30]
- Weissenfels Primary School
- Windhoek Christian Academy
- Yvonne Steyn Naos Primary School

### Sonderschulen
- Eros Girls School
- Moses ||Garoeb Project School
- Pionier Boys School
- School for Hearing Impaired
- School for Visually Impaired
- Welwitschia School[31]